# Kislemez
A kislemez (angolul single) egy zenei kiadvány, amely egynél több zenei felvételt tartalmaz, de általában nem minősül EP-nek vagy albumnak. Általában 45-ös percenkénti fordulatszámmal forog a lemezjátszón.

## Leírása
A kislemezeken általában nem szerepelt annyi zeneszám, mint az albumokon, s elkészítésük is kevésbé drága és időigényes. Eredetileg az EP utalt minden vinylre, amely a 78 f/p-es SP-től (standard play, magyarul szabványosan játszó), vagy a 33 f/p-es LP-től (long play) különbözött. Jelenleg az összes közepes hosszúságú CD és letöltött zenére vonatkozik. Megjelenési formái: vinyl, (a „bakelitlemez” elnevezés – helytelenül – hőre keményedő műanyagból készültnek gondolta), magnókazetta, CD, promóciós kislemez (kereskedelmi forgalomban nem kapható), VHS-kazetta, DVD, digitális formátumok (MP3, ogg stb.); az utóbbiak az internet használatának általánossá válása óta terjedtek el.
A kislemezek általában 2–4 zeneszámot, vagy – többnyire – egy adott zeneszám feldolgozásait (remixeit) tartalmazzák. Egy adott kislemezt több eltérő formátumban is kiadhatnak.
Bár a kislemezek jóval előbb léteztek, mint a nagylemezek, kiadásuk elsődleges célja ma inkább általában a valamivel később megjelenő nagylemez reklámozása, a hallgatóközönség érdeklődésének felkeltése, egyszóval a promóció. Emellett fontos szerepe van a marketingben is, ugyanis a kislemezek eladási és népszerűségi mutatói – beleértve a rádiós és televíziós slágerlistákat – határozzák meg részben az album sikerességét és a kiadó további marketingpolitikáját. Egy zenei albumhoz általában 2–4 kislemezt szoktak készíteni. Mindazonáltal, kislemezek nagylemez nélkül is megjelenhetnek olyan esetekben, amikor az előadó új zeneszámot készít, azonban teljes album kiadását nem tervezi.
Az első kislemezek ún. 7" (7 hüvelykes, collos v. inches átmérőjű) vinil anyagból nyomott kislemezek voltak, amelyek mindkét oldalán (A és B oldal) egy-egy dal szerepelt, egy slágernek szánt dal és egy gyengébb kísérődal. Létezik olyan kislemez is, amelyik dupla A oldalas, azaz mindkét oldalon slágerdal szerepel. Az 1980-as években terjedtek el a maxi kislemezek, melyek ugyanúgy 12"-es vinillemezen jelentek meg, mint az albumok, és többnyire 3-4 dal volt rajtuk. Ezek nevéből ered a (tulajdonképpen helytelen) maxi CD kifejezés, amelyet ma Magyarországon gyakran használnak CD-n kiadott kislemezekre.

## Tartalma
Kislemezen elsősorban egy nagylemez ismert slágerét vagy slágereit adják ki, esetleg ezek remixeit. Előfordult azonban, hogy egyes előadók (szólóénekesek vagy zenekarok) bizonyos dalait csak kislemezen adták ki, például az adott előadó egyéb, főleg a rajongóknak írt, nagylemezen ki nem adott felvételét (lásd B oldal). Előfordult, hogy később nagylemezen csak válogatásalbumon (vagy bónusz dalként) jelentek meg.

## Gyártása
A rögzített hanganyagot csigavonalban, kívülről befelé, negatív fémklisére vitték át, majd hőre lágyuló műanyagra (acetilcellulóz-polivinilklorid) fröccsöntéssel nyomtatták át, amin már a pozitív, tűvel lejátszható barázdák keletkeztek.